# Taku
Taku (多久市 Taku-shi?) es una ciudad en la prefectura de Saga, Japón, localizada en la parte noroeste de la isla de Kyūshū. El 1 de marzo de 2021 tenía una población estimada de 18 215 habitantes y una densidad de población de 188 personas por km². Fue fundada el 1 de mayo de 1954 mediante la fusión de varias localidades.

## Geografía
Taku se encuentra en la parte central de la prefectura de Saga, en una cuenca a lo largo del río Ushizu, unos 25 km al oeste de la ciudad de Saga.

## Demografía
Según los datos del censo japonés, la población de Taku ha disminuido en los últimos 50 años.
| Gráfica de evolución demográfica de Taku entre 1940 y 2015 |
|                                                            |
| Oficina de Estadísticas de Japón                           |